# Communauté de communes de Livradois Porte d’Auvergne
Die Communauté de communes de Livradois Porte d’Auvergne ist ein ehemaliger französischer Gemeindeverband mit der Rechtsform einer Communauté de communes im Département Puy-de-Dôme in der Region Auvergne-Rhône-Alpes. Sie wurde am 16. Dezember 1999 gegründet und umfasste vier Gemeinden. Der Verwaltungssitz befand sich im Ort Grandrif.

## Historische Entwicklung
Mit Wirkung vom 1. Januar 2017 fusionierte der Gemeindeverband mit  
- Communauté de communes du Haut Livradois,
- Communauté de communes du Pays d’Ambert,
- Communauté de communes du Pays d’Arlanc,
- Communauté de communes du Pays de Cunlhat,
- Communauté de communes du Pays d’Olliergues sowie
- Communauté de communes de la Vallée de l’Ance

und bildete so die Nachfolgeorganisation Communauté de communes Ambert Livradois Forez.

## Ehemalige Mitgliedsgemeinden
1. Grandrif
2. Marsac-en-Livradois
3. Saint-Just
4. Saint-Martin-des-Olmes